# Iván Ania Cadavieco
Iván Ania Cadavieco (Oviedo, 24 d'octubre de 1977) és un exfutbolista i posteriorment entrenador de futbol asturià.

## Trajectòria
Format al planter del Reial Oviedo, a la campanya 94/95, mentre milita a l'Oviedo B, debuta amb el primer equip jugant dos partits. A la temporada següent ja s'integra al primer equip, tot disputant fins a 23 partits, la majoria de suplent. De fet, va ser un jugador sovint emprat com a reserva en els seus primers cinc anys amb l'Oviedo a Primera. Per fi, la temporada 00/01 aconsegueix la titularitat amb els ovetencs. Disputa 33 partits i marca 5 gols, però el seu equip cau a la Segona Divisió.
La temporada 01/02 la comença amb l'Oviedo a Segona, però tan sols juga 4 partits abans de marxar al CD Tenerife. A l'esquadra canària juga 28 partits i marca 4 gols, insuficients per assolir la permanència dels tinerfenys a Primera.
Després d'acompanyar al Tenerife un any en la categoria d'argent, Ivan Ania milita en les files del Rayo Vallecano i del Gimnàstic de Tarragona. Retorna a la màxima categoria amb el Cadis CF, però tan sols apareix en nou ocasions. La 06/07 va militar al Lorca Deportiva, que va baixar a Segona B.
El 2008 es converteix en l'entrenador de juvenils del CD Covadonga. A l'octubre d'eixe any va arribar a un acord amb el club asturià per incorporar-se com a jugador del primer equip, que milita a Tercera Divisió.

## Selecció
Ivan Ania ha estat tres vegades internacional per la selecció de futbol d'Astúries.
També va jugar en categories inferiors amb la selecció espanyola. Va formar part del combinat sub-18 que va guanyar l'Europeu 1995, del sub-20 que va acudir al Mundial de Malaisia de 1997 i del sub-21 que hi va quedar tercer a l'Europeu 2000.